# Melanophryniscus pachyrhynus
Espèce
Synonymes
- Atelopus pachyrhynus Miranda-Ribeiro, 1920
- Melanophryniscus orejasmirandai Prigioni & Langone, 1987

Statut de conservation UICN

 DD  : Données insuffisantes
Melanophryniscus pachyrhynus est une espèce d'amphibiens de la famille des Bufonidae.

## Répartition
Cette espèce se rencontre à environ 50 m d'altitude, :
- au Brésil à São Lourenço do Sul dans l'État du Rio Grande do Sul ;
- en Uruguay dans la Cuchilla de Mangrullo dans le département de Cerro Largo et dans la Sierra de Animals dans le département de Maldonado.

## Publications originales
- Miranda-Ribeiro, 1920 : Os brachycephalideos do Museu Paulista (com tres especies novas). Revista do Museu Paulista, vol. 12, p. 307-315 (texte intégral).
- Prigioni & Langone, 1987 "1986" : Melanophryniscus orejasmirandai n.sp., un nuevo Bufonidae (Amphibia, Anura) de Uruguay, con una clave para las especies del grupo tumifrons. Comunicaciones Zoologicas del Museo de Historia Natural de Montevideo, vol. 11, p. 1-11.